# Roodwangkruiplijster
De roodwangkruiplijster (Erythrogenys erythrogenys synoniem: Pomatorhinus erythrogenys) is een zangvogel uit de familie Timaliidae (timalia’s).

## Verspreiding en leefgebied
Deze soort komt voor in de Himalaya en telt drie ondersoorten:
- E. e. erythrogenys: de westelijke Himalaya.
- E. e. ferrugilatus: de centrale Himalaya.
- E. e. haringtoni: van oostelijk Nepal tot oostelijk Bhutan.

## Status
De grootte van de populatie is niet gekwantificeerd maar de soort wordt omschreven als algemeen. Op de Rode lijst van de IUCN heeft deze soort de status niet bedreigd.